# Disney Dream
La Disney Dream è una nave da crociera della compagnia di navigazione Disney Cruise Line, sussidiaria della The Walt Disney Company.
La sua "gemella" è la nave da crociera Disney Fantasy.

## Storia
Nel febbraio 2007, la Disney Cruise Line ha annunciato che sarebbero state commissionate due nuove navi. I primi disegni delle navi vennero sviluppati nel marzo 2009 al cantiere Meyer Werft a Papenburg, in Germania. Un mese dopo vennero dati i nomi, ossia Disney Dream, che fu la prima ad entrare in servizio, seguita poi dalla gemella Disney Fantasy. Il design della Disney Dream venne rivelato in una conferenza stampa a New York, il 29 ottobre 2009. La Disney Dream ha fatto il suo viaggio inaugurale il 26 gennaio 2011.
La Disney Cruise Line prese possesso della Disney Dream l'8 dicembre 2010. Arrivò al Port Canaveral, in Florida il 4 gennaio 2011. Fu battezzata il 19 gennaio 2011 da Jennifer Hudson, che iniziò la sua carriera come intrattenitrice nella Disney Wonder. Il viaggio inaugurale fu il 26 gennaio 2011.

## Design
La Disney Dream è del 40% più larga delle due vecchie navi della famiglia Disney Cruise Line, la Disney Magic e la Disney Wonder, con una stazza lorda di 129,690 GT, una lunghezza di 339.8 m e una larghezza di 42 m. Ha 1.250 cabine, occupa 2.500 passeggeri (doppia occupazione) o un massimo di 4.000 passeggeri, e un equipaggio di 1.458.
La sirena suona canzoni tratte da film Disney e da parchi a tema come: "When You Wish Upon a Star" (Pinocchio), "A Dream is a Wish Your Heart Makes" (Cenerentola), "Be Our Guest" (La Bella e la Bestia), "Yo Ho (A Pirate's Life for Me)" (I Pirati dei Caraibi), "Hi-Diddle-Dee-Dee (An Actor's Life for Me)" (Pinocchio), and "It's a Small World".

## Attività ricreative
A bordo della nave sono installati un percorso di minigolf a 9 buche, dei simulatori digitali di sport, un vero campo da basket, che può essere convertito in un campo da calcio, un campo da pallavolo e un'area dedicata al tennis da tavolo. Sono presenti anche due campi più piccoli e due sale per i bambini.
La nave ha anche il primo "water roller coaster" chiamato AquaDuck. Si tratta uno scivolo lungo 233,17 m e tortuoso, che si snoda di 13 metri oltre il bordo della nave, fatto a imbuto e passa lungo tutta la nave. Sono presenti anche un Mickey's Slide e tre piscine, che contengono acqua dolce. Il Cove Pool per soli adulti include una serie di piscine connesse con un bar alla fine. Ci sono anche vasche idromassaggio con pareti in vetro per adulti e famiglie. 
Inoltre la nave ha 2 teatri: il Walt Disney Theatre, dove vi sono show live stile Broadway e varietà, e il Buena Vista Theatre, dove fanno show dedicati ai film Disney.

## Sale da pranzo
La Disney Dream ha vari punti di ristoro, che includono 3 ristoranti a tema, 2 ristoranti di specialità solo per adulti, un buffet, e vai bar, sale, e stazioni quick service.
Ogni sera i passeggeri usano un diverso ristorante. Viene chiamato "rotational dining". I passeggeri ruotano intenzionalmente per interagire con altri passeggeri e lo staff.
I vari ristoranti sono:
- Animator's Palate, il ristorante principale ispirato all'animazione Disney
- Enchanted Garden, il secondo ristorante principale ispirato ai giardini di Versailles
- Royal Palace, ispirato ai cartoni classici come la Bella Addormentata, Biancaneve e sette nani, La Bella e la Bestia e Cenerentola

I ristoranti solamente per adulti:
- Palo and Remy, possono entrare solo gente maggiorenne da 18+ e ha un costo addizionale

- Palo, serve principalmente pietanze del nord-Italia
- Remy, ispirato al cartone Disney Ratatouille, serve principalmente cibo francese

- Meridian, è una sala per adulti da usufruire prima o dopo la cena

## Area per bambini e ragazzi
La Disney Dream include 3 aree di attività per giovani passeggeri:
- Oceaneer Club, un'area-gioco per bambini dai 3 ai 10 anni, e ha 4 aree a tema: Andy's Room (Toy Story), Monsters Academy (Monsters, Inc.), Pixie Hollow (Tinker Bell) e Explorer Pod (Finding Nemo)

- Edge, un'area-gioco per ragazzi dagli 11 ai 13. In quest'area i passeggeri possono partecipare attivamente a delle attività, e possono prendere parte a show televisivi della Disney e di ABC e film, come per esempio Good Morning America
- Vibe, un club speciale per ragazzi dai 14 ai 17 anni. Le attività in questa area includono videogames, disc jockey, e relax in una zona dedicata solo per loro. Include anche 2 piscine, tavolo-tennis e molto altro. Vibe ha anche uno smoothie bar

## Clubs e sale
Inoltre hanno 11 Clubs and sale per gli adulti. Ognuno con un tema differente:
- 687, un bar-sport situato nel Ponte 4, e prende nome dal numero di uno scafo della nave
- Bon Voyage, un bar che si trova nella hall principale
- The Cove Café, un salone per adulti che servono snack e bevande nel Ponte 11
- Currents, un bar per solo-adulti situato nel Ponte 13
- District Lounge, un bar per tutte le età durante il giorno che si converte per solo-adulti durante la sera
- Evolution, una sala di danza e cabaret situato nel Ponte 4
- Meridian, un bar per solo-adulti situato nel Ponte 12, dopo Palo
- Pink, un bar per solo-adulti situato nel Ponte 4, con un tema che è fatto per sembrare di essere dentro una bottiglia di Champagne
- Skyline, una sala cocktail per solo adulti che cambia continuamente tema e bevande, diventando una differente città ogni sera
- Vista Café, un cafè aperto per tutte le età situato nel Ponte 4
- Waves, bar situato dietro l'aft funnel nel Ponte 12

## Rotte
Principalmente la Dream, effettua degli itinerari per 3 giorni e 4 notti nelle zone delle Bahamas.

## Curiosità
- In un episodio de Il boss delle torte, Buddy Valastro è salito sulla Disney Dream assieme a tutta la sua famiglia, e all'interno ha celebrato il rinnovo dei voti matrimoniali e ha preparato una torta a forma di Disney Dream per il primo anno di navigazione della nave